# Футболіст року в СРСР
Футболіст року в СРСР — опитування на визначення найкращого футболіста СРСР. На регулярну основу його проведення було поставлено московським тижневиком «Футбол» (у окремі роки — «Футбол-Хоккей»), але ще до того були спорадичні випадки організації такого ж конкурсу.

## Опитування журналу «Футбол» / «Футбол-Хоккей»

### 1964
1. В. Воронін («Торпедо») — 186
2. В. Іванов («Торпедо») — 85
3. С. Метревелі («Динамо» Тб.) — 80
4. Л. Яшин («Динамо» М.)
5. В. Банніков («Динамо» К.)
6. В. Федотов (ЦСКА)

### 1965
1. В. Воронін («Торпедо»)
2. E. Стрєльцов («Торпедо»)

### 1966
1. A. Біба («Динамо» К.) — 94
2. Л. Яшин («Динамо» М.) — 75
3. A. Шестерньов (ЦСКА) — 75
4. E. Стрєльцов («Торпедо») — 24
5. A. Бишовець («Динамо» К.) — 21
6. В. Воронін («Торпедо») — 14

### 1967
1. Е. Стрельцов («Торпедо») — 155
2. M. Хурцилава («Динамо» Тб.) — 84
3. A. Бишовець («Динамо» К.) — 31
4. A. Кавазашвілі («Торпедо») — 24
5. В. Турянчик («Динамо» К.) — 18
6. І. Численко («Динамо» М.) — 14

### 1968
1. E. Стрельцов («Торпедо») — 206
2. M. Хурцилава («Динамо» Тб.) — 107
3. A. Шестерньов (ЦСКА) — 41
4. В. Мунтян («Динамо» К.) — 32
5. Г. Хусаїнов («Спартак») — 19
6. С. Метревелі («Динамо» Тб.) — 16

### 1969
1. В. Мунтян («Динамо» К.) — 223
2. A. Кавазашвілі («Спартак») — 170
3. A. Шестерньов (ЦСКА) — 76
4. М. Осянін («Спартак») — 49
5. В. Серебряников («Динамо» К.) — 28
6. Г. Хусаїнов («Спартак») — 14

### 1970
1. A. Шестерньов (ЦСКА) — 298
2. В. Федотов (ЦСКА) — 159
3. В. Банніков («Торпедо») — 73
4. Г. Єврюжихін («Динамо» М.) — 38
5. Г. Нодія («Динамо» Тб.) — 21
6. В. Ештреков («Динамо» М.) — 12

### 1971
1. Є. Рудаков («Динамо» К.) — 298
2. В. Колотов («Динамо» К.) — 200
3. E. Маркаров («Арарат») — 61
4. M. Хурцилава («Динамо» Тб.) — 47
5. A. Шестерньов (ЦСКА) — 34
6. В. Пільгуй («Динамо» М.) — 16

### 1972
1. Є. Ловчев («Спартак») — 188
2. Є. Рудаков («Динамо» К.) — 156
3. M. Хурцилава («Динамо» Тб.) — 140
4. В. Колотов («Динамо» К.) — 60
5. O. Блохін («Динамо» К.) — 56
6. A. Андреасян («Арарат») — 27

### 1973
1. O. Блохін («Динамо» К.) — 207
2. A. Андреасян («Арарат») — 156
3. В. Пільгуй («Динамо» М.) — 82
4. Л. Іштоян («Арарат») — 38
5. E. Маркаров («Арарат») — 31
6. В. Мунтян («Динамо» К.) — 26

### 1974
1. O. Блохін («Динамо» К.) — 236
2. В. Веремеєв («Динамо» К.) — 62
3. О. Прохоров («Спартак») — 60
4. Є. Ловчев («Спартак») — 43
5. С. Ольшанський («Спартак») — 31
6. В. Никонов («Торпедо») — 28

### 1975
1. O. Блохін («Динамо» К.) — 362
2. В. Веремеєв («Динамо» К.) — 108
3. Є. Ловчев («Спартак») — 99
4. В. Колотов («Динамо» К.) — 35
5. В. Астаповський (ЦСКА) — 31
6. А. Коньков («Динамо» К.) — 27

### 1976
1. В. Астаповський (ЦСКА) — 256
2. Д. Кіпіані («Динамо» Тб.) — 136
3. O. Блохін («Динамо» К.) — 116
4. О. Маркін («Зеніт») — 41
5. М. Гонтар («Динамо» М.) — 26
6. Л. Буряк («Динамо» К.) — 22

### 1977
1. Д. Кіпіані («Динамо» Тб.) — 323
2. O. Блохін («Динамо» К.) — 198
3. Ю. Дегтярьов («Шахтар») — 171
4. А. Коньков («Динамо» К.) — 83
5. О. Бубнов («Динамо» М.) — 46
6. В. Безсонов («Динамо» К.) — 26

### 1978
1. Р. Шенгелія («Динамо» Тб.) — 235
2. O. Блохін («Динамо» К.) — 156
3. Г. Ярцев («Спартак») — 135
4. М. Мачаїдзе («Динамо» Тб.) — 114
5. Д. Кіпіані («Динамо» Тб.) — 64
6. В. Безсонов («Динамо» К.) — 37

### 1979
1. В. Старухін («Шахтар») — 248
2. В. Хидіятуллін («Спартак») — 175
3. Ю. Гаврилов («Спартак») — 172
4. Д. Кіпіані («Динамо» Тб.) — 104
5. О. Габелія («Динамо» Тб.) — 43
6. А. Коньков («Динамо» К.) — 41

### 1980
1. О. Чівадзе («Динамо» Тб.) — 259
2. O. Блохін («Динамо» К.) — 187
3. В. Хидіятуллін («Спартак») — 103
4. С. Андреєв (СКА Р.-Д.) — 67
5. В. Безсонов («Динамо» К.) — 62
6. Д. Кіпіані («Динамо» Тб.) — 60

### 1981
1. Р. Шенгелія («Динамо» Тб.) — 360
2. O. Блохін («Динамо» К.) — 217
3. Л. Буряк («Динамо» К.) — 112
4. Д. Кіпіані («Динамо» Тб.) — 104
5. Ю. Гаврилов («Спартак») — 72
6. О. Чівадзе («Динамо» Тб.) — 39

### 1982
1. Р. Дасаєв («Спартак») — 400
2. A. Дем'яненко («Динамо» К.) — 120
3. A. Якубик («Пахтакор») — 117
4. Л. Буряк («Динамо» К.) — 93
5. О. Чівадзе («Динамо» Тб.) — 86
6. О. Прокопенко («Динамо» Мн.) — 49

### 1983
1. Ф. Черенков («Спартак») — 442
2. Р. Дасаєв («Спартак») — 181
3. О. Чівадзе («Динамо» Тб.) — 91
4. О. Таран («Дніпро») — 58
5. В. Грачов («Шахтар») — 56
6. І. Гуринович («Динамо» Мн.) — 45

### 1984
1. Г. Литовченко («Дніпро») — 397
2. M. Бірюков («Зеніт») — 222
3. Ю. Гаврилов («Спартак») — 75
4. В. Газзаєв («Динамо» М.) — 51
5. Ю. Желудков («Зеніт») — 43
6. С. Андреєв (СКА Р.-Д.) — 37

### 1985
1. A. Дем'яненко («Динамо» К.) — 409
2. O. Протасов («Дніпро») — 393
3. Ф. Черенков («Спартак») — 306
4. O. Блохін («Динамо» К.) — 53
5. Р. Дасаєв («Спартак») — 30
6. О. Заваров («Динамо» К.) — 16

### 1986
1. О. Заваров («Динамо» К.) — 357
2. I. Бєланов («Динамо» К.) — 313
3. O. Блохін («Динамо» К.) — 81
4. П. Яковенко («Динамо» К.) — 55
5. О. Бородюк («Динамо» М.) — 39
6. Ю. Савичев («Торпедо») — 33

### 1987
1. O. Протасов («Дніпро») — 256
2. О. Михайличенко («Динамо» К.) — 144
3. Р. Дасаєв («Спартак») — 120
4. Ф. Черенков («Спартак») — 116
5. О. Заваров («Динамо» К.) — 54
6. I. Добровольський («Динамо» М.) — 53

### 1988
1. О. Михайличенко («Динамо» К.) — 482
2. Р. Дасаєв («Спартак») — 109
3. Ф. Черенков («Спартак») — 81
4. О. Заваров («Динамо» К.) — 73
5. Ю. Савичев («Торпедо») — 62
6. I. Добровольський («Динамо» М.) — 56

### 1989
1. Ф. Черенков («Спартак») — 345
2. С. Черчесов («Спартак») — 172
3. В. Безсонов («Динамо» К.) — 164
4. O. Протасов («Динамо» К.) — 62
5. М. Кудрицький («Дніпро») — 51
6. Г. Литовченко («Динамо» К.) — 35

### 1990
1. I. Добровольський («Динамо» М.) — 259
2. С. Юран («Динамо» К.) — 115
3. О. Мостовий («Спартак») — 68
4. О. Михайличенко («Динамо» К.) — 42
5. О. Уваров («Динамо» М.) — 34
6. О. Кузнєцов («Динамо» К.) — 32

### 1991
1. I. Коливанов («Динамо» М.) — 229
2. О. Мостовий («Спартак») — 153
3. I. Корнеєв (ЦСКА) — 148
4. І. Шалімов («Спартак») — 89
5. Д. Кузнєцов (ЦСКА) — 81
6. В. Кульков («Спартак») — 42

## Гравці-лауреати
3 рази: O. Блохін
2: В. Воронін, E. Стрельцов, Р. Шенгелія, Ф. Черенков
1: М. Соколов, Г. Федотов, О. Пономарьов, В. Голубєв, Ю. Войнов, В. Каневський, A. Біба, В. Мунтян, A. Шестерньов, Є. Рудаков, Є. Ловчев, В. Астаповський, Д. Кіпіані, В. Старухін, О. Чівадзе, Р. Дасаєв, Г. Литовченко, A. Дем'яненко, О. Заваров, O. Протасов, О. Михайличенко, I. Добровольський, I. Коливанов

## Клуби-лауреати
10 гравців: «Динамо» К.
3: «Торпедо» М., «Динамо» М., «Спартак» М., «Динамо» Тб., ЦСКА
2: «Дніпро»
1: «Динамо» Л., «Шахтар»